# Murat Direkçi
Murat Direkçi (ur. 17 lipca 1985 w Antwerpii) – belgijski kick-boxer tureckiego pochodzenia, mistrz świata WFCA (2003) i It’s Showtime (2009) w kat. 70 kg.

## Kariera sportowa
W wieku 15 lat rozpoczął treningi kick-boxingu. W 2001 został mistrzem Europy WFCA, a w 2003 mistrzem świata tejże organizacji w formule thai-boxingu pokonując Brytyjczyka Anthony'ego Bassnetta. W 2005 zadebiutował w organizacji It’s Showtime przegrywając z Ormianinem Gago Drago na punkty, natomiast w 2006 w K-1 wygrywając z Marokańczykiem Fikri Tijarti przez TKO. W K-1 walczył do 2008 wygrywając w tym czasie m.in. z Holendrami Joerie Mesem i ze zwycięzcą K-1 World MAX 2002 Albertem Krausem. 9 kwietnia 2008 przegrał z Japończykiem Yoshihiro Satō i nie zakwalifikował się do finałowej ósemki turnieju K-1 World MAX 2008 Final 8.
8 lutego 2009 został mistrzem świata It’s Showtime w kat. lekkiej (do 70 kg), pokonując przed czasem w rewanżu Gago Drago. W latach 2008–2012 walczył głównie dla It’s Showtime, pokonując m.in. z Marokańczyka Chahida Oulad El Hadjiego w obronie pasa It’s Showtime, Holendra Williama Diendera czy Niemca Enriko Kehla. Notował również porażki m.in. z czołowymi zawodnikami kat. do 70 kg - Ukraińcem Arturem Kyszenko, Kongijczykiem Chrisem Ngimbim (w obronie mistrzostwa It’s Showtime) i Holendrem Robinem van Roosmalenem. Jesienią 2012 przeszedł do Glory World Series, gdzie w debiucie 6 października 2012 przegrał z Holendrem Nieky'm Holzkenem, natomiast 6 kwietnia 2013 uległ Kanadyjczykowi Josephowi Valtelliniemu.

## Osiągnięcia[5][6]
- 7-krotny mistrz Belgii w kick-boxingu/muay thai
- 2001: mistrz Europy WFCA w kick-boxingu
- 2003: mistrz świata WFCA w formule muay thai w wadze lekkiej (-70 kg)
- 2009-2010: mistrz świata It’s Showtime w wadze lekkiej